# NGC 7608
NGC 7608 este o galaxie situată în constelația Pegas. A fost descoperită în 25 noiembrie 1864 de către Albert Marth. Se află la o distanță de 45,08 de megaparseci de Pământ.